# Anthracalaus kimberleyensis
Anthracalaus kimberleyensis là một loài bọ cánh cứng trong họ Elateridae. Loài này được Calder & Hayek miêu tả khoa học năm 1992.